# Буврон (Мерт и Мозел)
Буврон (фр. Bouvron) насеље је и општина у североисточној Француској у региону Лорена, у департману Мерт и Мозел која припада префектури Тул.
По подацима из 2011. године у општини је живело 247 становника, а густина насељености је износила 24,7 становника/km². Општина се простире на површини од 10 km². Налази се на средњој надморској висини од 220 метара (максималној 247 m, а минималној 209 m).

## Демографија
| 1962. | 1968. | 1975. | 1982. | 1990. | 1999. | 2011. |
| ----- | ----- | ----- | ----- | ----- | ----- | ----- |
| 121   | 123   | 107   | 112   | 132   | 194   | 247   |

График промене броја становника у току последњих година